# Helia amoena
Helia amoena là một loài bướm đêm trong họ Erebidae.